# Castle Clinton
O Castle Garden ou Fort Clinton, foi a primeira estação de triagem de imigrantes da cidade de Nova Iorque. Atualmente é conhecido como Castle Clinton e reconhecido como um monumento histórico daquela cidade. Está localizado em meio ao Battery Park.
O forte foi designado, em 15 de outubro de 1966, uma estrutura do Registro Nacional de Lugares Históricos e, em 12 de agosto de 1946, um Monumento Nacional.